# Tailstrike

Animation eines Tailstrikes bei der Landung

Ein Tailstrike (engl. tail „Schwanz“, „Heck“ und strike „Schlag“, „Aufprall“) bezeichnet das ungewünschte Berühren der Startbahn durch das Flugzeugheck. Dies kann dann geschehen, wenn der Pilot beim Start die Maschine zu steil hochzieht und das Flugzeug dadurch kurz vor dem Abheben einen zu großen Anstellwinkel erreicht. Bei der Landung kann es ebenfalls zu einem Aufschlagen des Flugzeughecks kommen, wenn der Pilot direkt vor dem Aufsetzen zu stark das Höhenruder zieht und damit die Nase des Flugzeugs zu stark hebt. Je länger der Rumpf des Flugzeugs ist, desto höher ist die Gefahr eines Tailstrikes. Dies limitiert letztlich, bei einer gegebenen Höhe des Fahrwerkes, die Länge eines Flugzeugrumpfes.
Im Rahmen von Zulassungs- und Belastungstests (VMU-Test und TOP-Test) werden Tailstrikes bewusst herbeigeführt, um  beispielsweise die geringstmögliche Abhebegeschwindigkeit eines Flugzeugs bei maximalem Anstellwinkel festzustellen.

## Vermeidung eines Tailstrikes

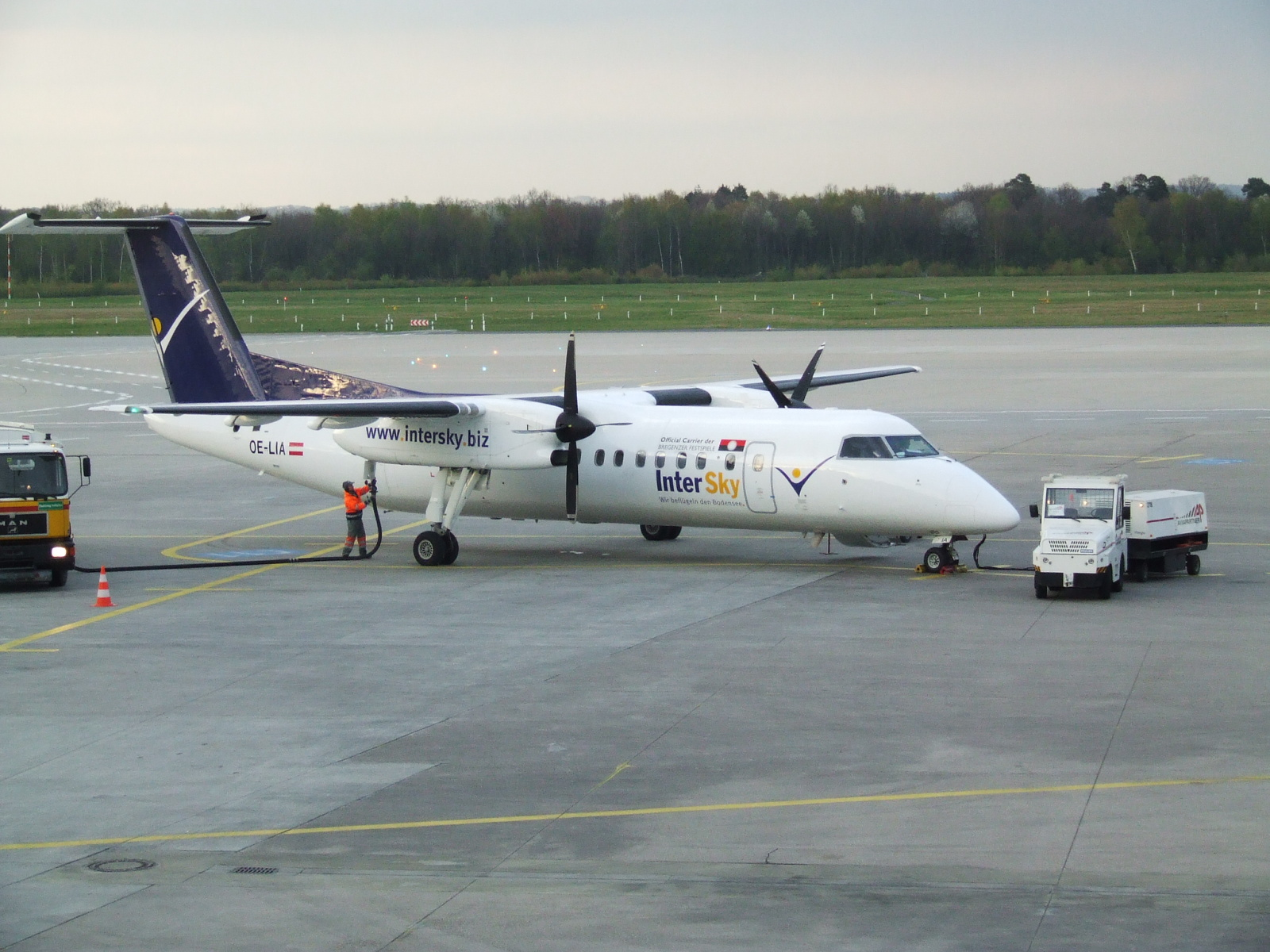
De Havilland DHC-8 mit abgeschrägter Heckunterseite zur Vermeidung von Tailstrikes

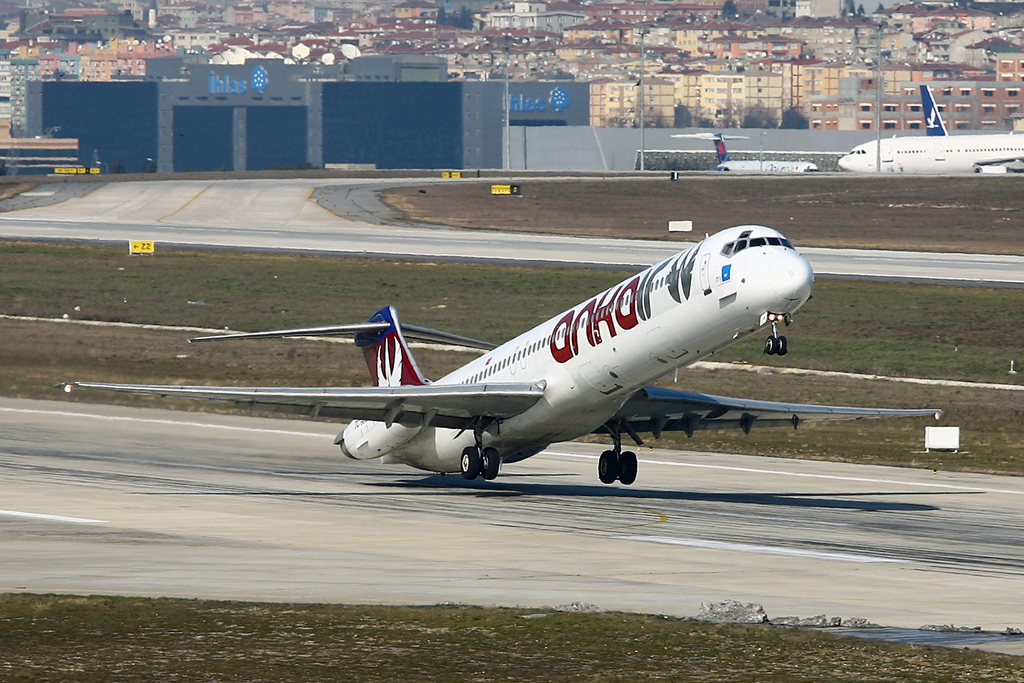
Eine DC-9-83 der türkischen Ankair setzt beim Start unsachgemäß mit dem Hecksporn auf; die Räder des Hauptfahrwerks haben schon deutlich Abstand zum Boden.

In modernen Flugzeugen befinden sich unterschiedliche Systeme zur Vermeidung eines Tailstrikes im Einsatz. 
- Vom Hersteller wird für jeden Flugzeugtyp der maximale Anstellwinkel angegeben. Diesen hat der Pilot einzuhalten.
- Verkehrsflugzeuge haben, wie an der De Havilland DHC-8 (Dash 8) im beigefügten Bild gut zu erkennen ist, eine starke Abschrägung des Hecks. Dies dient dazu, dem Flugzeug einen stärkeren Anstellwinkel zu ermöglichen. Die Dash 8 vermag beispielsweise mit einem Winkel von 7° abzuheben. Einige Flugzeugtypen haben einen erlaubten Anstellwinkel von lediglich 3°.
- Es gibt auch einige mechanische und elektronische Methoden, um Tailstrikes zu vermeiden oder mindestens ihre Auswirkungen auf das Flugzeug gering zu halten: 
  1. Ein mechanisches Beispiel ist der Hecksporn (tailbumper). Dabei handelt es sich entweder, wie bei der Airbusfamilie, um eine Metallverstärkung der Rumpfunterseite am Heckkonus; um ein kleines, am Heck angebrachtes, zusätzliches Rad wie bei der Concorde oder um einen einziehbaren Schleifsporn (tailskid) wie bei der Boeing 777-300.
  2. Elektronische Vorrichtung: Bei der Boeing 777-200 wird beim Start sowohl der Abstand des Rumpfhecks zur Startbahn als auch seine Annäherungsgeschwindigkeit an den Boden gemessen. Ein Rechner betätigt beim Überschreiten vorgegebener Grenzwerte automatisch das Höhenruder und verringert dadurch einen zu großen Anstellwinkel. Hiermit kann ein Tailstrike nicht vollständig vermieden, aber abgeschwächt werden (siehe Weblinks).

## Tailstrike und Flugunfälle
Eine unsachgemäße Reparatur von durch Tailstrikes verursachten Schäden führte in den Jahren 1985 und 2002 zu zwei schweren Flugunfällen – jene auf dem Japan-Air-Lines-Flug 123 und dem China-Airlines-Flug 611. In beiden Fällen hielt die geschwächte Rumpfstruktur dem Kabineninnendruck nicht mehr stand, was zu einer explosiven Dekompression führte. Der Unfall von 1985 ist bis heute, an der Zahl der Todesopfer gemessen, der schwerste Flugunfall, bei dem ein einzelnes Flugzeug betroffen war.